# Leslie Bohem
Leslie "Les" Bohem (nascido em 1950) é um roteirista (pt Br) ou argumentista (pt Pt) e escritor de TV. Ele é filho do roteirista Endre Bohem. Suas obras incluem a minissérie Taken, O Inferno de Dante, Daylight, e O Álamo. Bohem também tocou contrabaixo nos anos 1980 com o grupo musical Sparks e com o grupo Gleaming Spires.